# Wytok (jeździectwo)

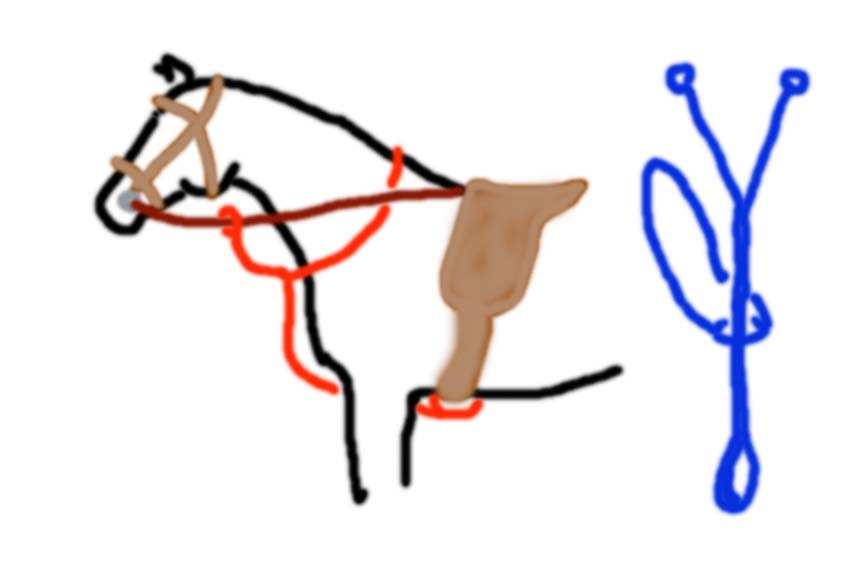
Schemat wytoku (kolor czerwony i niebieski)

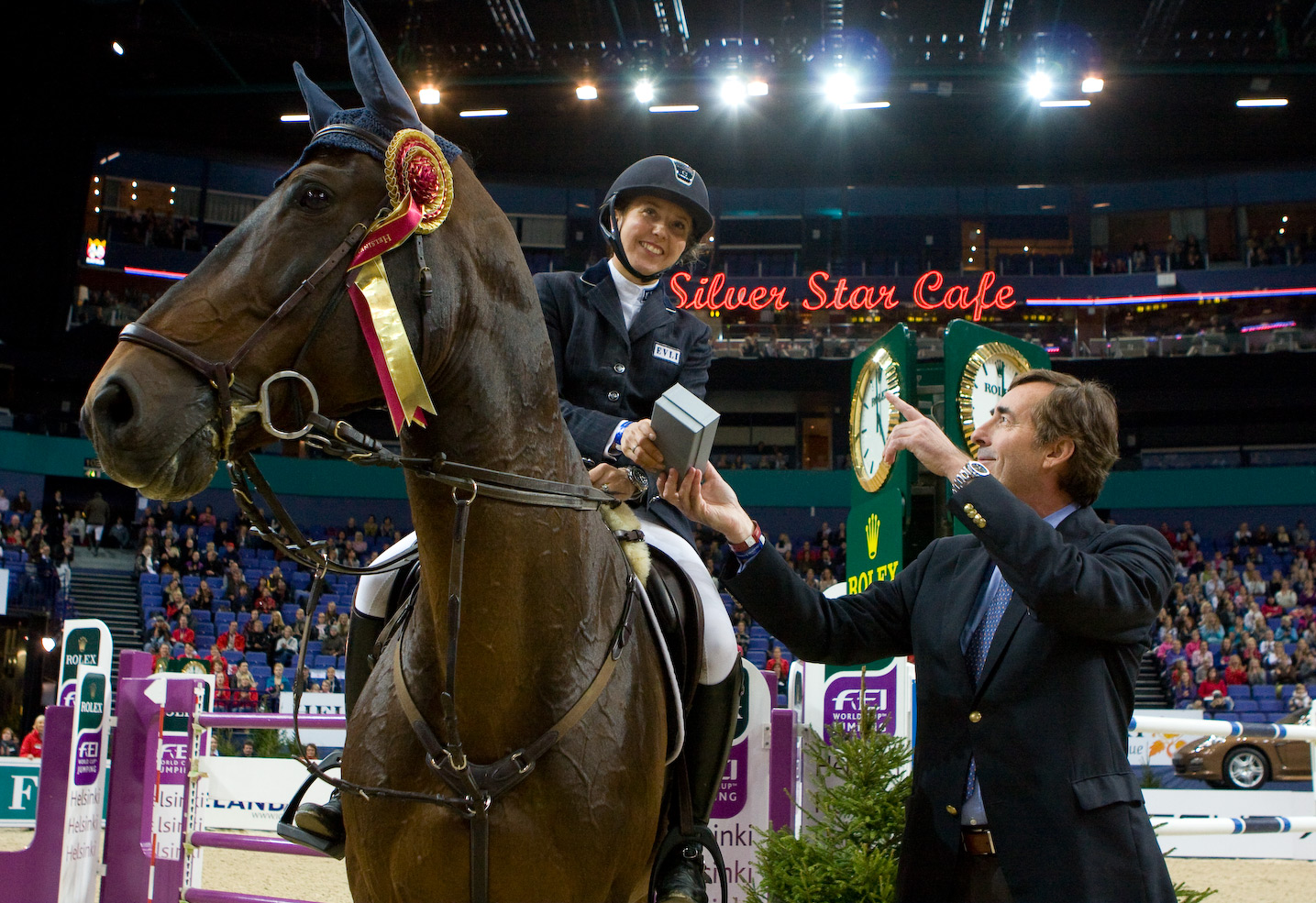
Koń sportowy z nałożonym wytokiem połączonym z podpierśnikiem

Wytok – pomocnicza część rzędu końskiego (wodze pomocnicze), składająca się z dwóch rzemieni: piersiowego i szyjnego oraz dwóch pierścieni, przez które przechodzą wodze. Wytok ogranicza możliwość zadzierania głowy przez konia, a z drugiej strony chroni przed ranieniem kącików pyska przez wędzidło przy zbyt wysoko trzymanej przez jeźdźca ręce. Z tego powodu używanie wytoka zaleca się zwłaszcza początkującym jeźdźcom oraz w skokach przez przeszkody.
Wytok musi być bardzo dobrze dopasowany do danego konia. Zbyt krótki może spowodować upadek konia, gdyż krępuje ruchy jego szyi; zbyt długi nie spełnia swej funkcji. Ważne z punktu widzenia bezpieczeństwa jest także to, by na wodzach używanych wraz z wytokiem znajdowały się specjalne skórzane wąsy (motylki), które zapobiegają wplątaniu się kółek wytoka w sprzączki przy wędzidle.
Wytok może być połączony z podpierśnikiem lub z napierśnikiem.
Rzadziej stosowaną odmianą jest tzw. martwy wytok, którego zakończenie dopinane jest do ogłowia na sztywno – bez możliwości przesuwania się.